# Quốc hội Campuchia
Quốc hội Campuchia (tiếng Khmer: រដ្ឋសភាកម្ពុជា, đã Latinh hoá: Rôdthâsâphéa Kâmpŭchéa [rɔətsapʰiə kampuciə]) là hạ viện của Nghị viện Campuchia.
Quốc hội có 123 đại biểu, được bầu với nhiệm kỳ 5 năm theo thể thức đại diện theo tỷ lệ đại biểu tại các điểm bầu cử các tỉnh, mỗi đơn vị bầu cử tỉnh này bầu từ 1-18 đại biểu và theo phương pháp d’Hondt.
Chủ tịch Quốc hội là người đứng đầu, hiện tại do Khuon Sodary đại biểu của Kandal. Quốc hội khóa VII được khai mạc ngày 21/8/2023 do vua Norodom Sihamoni chủ trì.

## Lịch sử

### Vương quốc Campuchia
Thời Vương quốc Campuchia dưới Hiến pháp 1947 thì Quốc hội có cơ chế lưỡng viện. Hạ viện có 82 ghế do dân đầu phiếu trực tiếp. Thượng viện có 24 ghế do đầu phiếu hạn chế. Quyền lực do Hạ viện nắm. Các dự luật do Hạ viện thông qua có thể bị Thượng viện bác nhưng ngược lại Hạ viện có quyền xúc tiến nếu đạt đa số tuyệt đối.

### Hiện tại
Cơ quan tiền thân của Quốc hội hiện tại là Hội đồng Lập pháp do Cơ quan chuyển tiếp Liên Hợp Quốc tại Campuchia bầu ra. Sau cuộc tổng tuyển cử năm 1993 và hiến pháp mới được phê chuẩn, Hội đồng Lập pháp được đối tên thành Quốc hội Campuchia.

## Tiêu chuẩn
Để trở thành đại biểu Quốc hội. ứng cử viên phải đủ điều kiện sau:
- Mọi công dân Khmer, cả nam và nữ, có quốc tịch gốc Khmer.
- Từ 25 tuổi trở lên.
- Phải có trong danh sách bầu cử.[2]

## Chức năng và quyền hạn

### Quyền lập pháp
Quốc hội là tổ chức duy nhất có quyền lập pháp. Quyền lực này quốc hội không thể trao cho một tổ chức hoặc cá nhân nào. 
- Thông qua ngân sách quốc gia, kế hoạch nhà nước, thông qua việc cho nhà nước vay tiền, hoặc việc nhà nước cho vay tiền; mọi cam kết về tài chính, việc đề ra, sửa đổi hoặc huỷ bỏ thuế.
- Thông qua, tán thành hoặc huỷ bỏ hiệp ước, hiệp định quốc tế.
- Có quyền đề xuất luật.

### Bỏ phiếu tín nhiệm
- Quốc hội có quyền phế truất thành viên nội các hoặc bãi nhiệm chính phủ với sự kết tội được 2/3 tổng số đại biểu quốc hội tán thành. Các bản kết tội chính phủ được ít nhất 30 đại biểu quốc hội đưa ra mới được quốc hội xem xét.

### Quyền giám sát
- Quốc hội có quyền chất vấn chính phủ. Những chất vấn này phải được viết bằng văn bản gửi cho Chủ tịch quốc hội. Trả lời chất vấn có thể do một hoặc nhiều bộ trưởng có liên quan đến trách nhiệm. Nếu vấn đề có liên quan đến chính sách chung của chính phủ thì thủ tướng phải trực tiếp trả lời. Trả lời của bộ trưởng hoặc thủ tướng có thể trực tiếp bằng miệng hoặc bằng văn bản. Trả lời trên phải được tiến hành trong thời gian 7 ngày kể từ khi nhận được chất vấn.
- Theo đề nghị của ít nhất 1/10 đại biểu, Quốc hội có thể mời một nhân sĩ nào đó đến trình bày vấn đề có nội dung quan trọng đặc biệt.
- Các uỷ ban của quốc hội có thể mời bộ trưởng đến làm sáng tỏ những vấn đề liên quan đến lĩnh vực mình chịu trách nhiệm.
- Giám sát việc thi hành pháp luật.

### Đại biểu
- Đại biểu Quốc hội là đại diện của toàn dân Campuchia chứ không phải chỉ là đại diện của dân trong vùng của mình.
- Đại biểu Quốc hội được hưởng quyền bất khả xâm phạm. Bất kỳ đại biểu Quốc hội nào đều không thể bị lên án, bị bắt giam do bày tỏ ý kiến hoặc do đưa ra quan điểm trong khi thi hành nhiệm vụ của mình, trừ trường hợp phạm tội hình sự cụ thể.

## Ủy ban
| Ủy ban | Chủ tịch       | Đảng                    |
| --- | -------------- | ----------------------- |
| Ủy ban nhân quyền, khiếu nại và Điều tra                                                                                            | Eng Chhai Eang | Đảng Cứu quốc Campuchia |
| Ủy ban về Kinh tế, Tài chính, Ngân hàng và Kiểm toán                                                                                | Cheam Yeap     | Đảng Nhân dân Campuchia |
| Ủy ban về Kế hoạch, Đầu tư, Nông nghiệp, Phát triển nông thôn, Môi trường và Tài nguyên nước                                        | Pol Hom        | Đảng Cứu quốc Campuchia |
| Ủy ban về Nội vụ, Quốc phòng, Dịch vụ công                                                                                          | Hun Neng       | Đảng Nhân dân Campuchia |
| Ủy ban Đối ngoại, Hợp tác quốc tế, Thông tin và Truyền thông                                                                        | Chheang Vun    | Đảng Nhân dân Campuchia |
| Ủy ban về Pháp luật và Tư pháp | Pen Panha      | Đảng Nhân dân Campuchia |
| Ủy ban Giáo dục, Thanh niên, Thể thao, Tôn giáo, Văn hóa và Du lịch                                                                 | Yem Ponhearith | Đảng Cứu quốc Campuchia |
| Ủy ban về chăm sóc y tế, Xã hội và Cựu chiến binh, phát triển Thanh niên, Lao động, Đào tạo nghề nghiệp và vấn đề phụ nữ            | Ke Sovannaroth | Đảng Nhân dân Campuchia |
| Ủy ban Công công, Giao thông vận tải, viễn thông, bưu chính, Công nghiệp, Thương mại, Quản lý đất đai, Quy hoạch Đô thị và Xây dựng | Nin Saphon     | Đảng Nhân dân Campuchia |
| Ủy ban về điều tra và phòng chống tham nhũng                                                                                        | Ho Vann        | Đảng Cứu quốc Campuchia |

## Phân bổ
| Tỉnh             | Đại biểu |
| ---------------- | -------- |
| Banteay Meanchey | 6        |
| Battambang       | 8        |
| Kampong Cham     | 18       |
| Kampong Chhnang  | 4        |
| Kampong Speu     | 6        |
| Kampong Thom     | 6        |
| Kampot           | 6        |
| Kandal           | 11       |
| Koh Kong         | 1        |
| Kratie           | 3        |
| Mondulkiri       | 1        |
| Phnôm Pênh       | 12       |
| Preah Vihear     | 1        |
| Prey Veng        | 11       |
| Pursat           | 4        |
| Ratanakiri       | 1        |
| Siem Reap        | 6        |
| Preah Sihanouk   | 1        |
| Stung Treng      | 1        |
| Svay Rieng       | 5        |
| Takeo            | 8        |
| Kep              | 1        |
| Pailin           | 1        |
| Oddar Meanchey   | 1        |
| Tổng             | 123      |

## Danh sách chủ tịch Quốc hội
| Tên | Tên               | Nhiệm kỳ       | Chính đảng |
| --- | ----------------- | -------------- | ---------- |
| 1   | Son Sann          | 1993           | BLDP       |
| 2   | Chea Sim          | 1993–1998      | CPP        |
| 3   | Norodom Ranariddh | 1998–2006      | FUNCINPEC  |
| 4   | Heng Samrin       | 2006–2023      | CPP        |
| 5   | Khuon Sodary      | 2023–tại nhiệm | CPP        |